# Norberto Huezo
José Norberto Huezo Montoya (San Salvador, 6 giugno 1956 – 5 marzo 2025) è stato un calciatore e allenatore di calcio salvadoregno, di ruolo centrocampista.